# Wereldkampioenschap Formula 1 powerboatracing
Het Wereldkampioenschap Formula 1 powerboatracing is een door de Union Internationale Motonautique (UIM) georganiseerd wereldkampioenschap in de formula 1 van het powerboatracing. 

## Erelijst
| Editie | Jaar     | Goud                             | Zilver                           | Brons                            |
| ------ | -------- | -------------------------------- | -------------------------------- | -------------------------------- |
| 1      | 1981     | Renato Molinari                  | Bob Spalding                     | Tom Percival                     |
| 2      | 1982     | Roger Jenkins                    | Renato Molinari                  | Tom Percival                     |
| 3      | 1983     | Renato Molinari                  | Cees van der Velden              | Tom Percival                     |
| 4      | 1984     | Renato Molinari                  | Cees van der Velden              | Barry Woods                      |
| 5      | 1985     | Bob Spalding                     | Ben Robertson                    | Bertil Wik                       |
| 6      | 1986     | Gene Thibodaux                   | Art Kennedy                      | Cees van der Velden              |
|        | 1987-'89 | Geen kampioenschap               | Geen kampioenschap               | Geen kampioenschap               |
| 7      | 1990     | John Hill                        | Andrew (Andy) Elliott            | Jonathan Jones Fabrizio Bocca    |
| 8      | 1991     | Jonathan Jones                   | Michael Werner                   | Steve Kerton                     |
| 9      | 1992     | Fabrizio Bocca                   | Steve Kerton                     | John Hill                        |
| 10     | 1993     | Guido Cappellini                 | Michael Werner                   | Jonathan Jones                   |
| 11     | 1994     | Guido Cappellini                 | Jonathan Jones                   | Michael Werner                   |
| 12     | 1995     | Guido Cappellini                 | Michael Werner                   | Danny Bertels                    |
| 13     | 1996     | Guido Cappellini                 | Pertti Leppälä                   | Jonathan Jones Michael Werner    |
| 14     | 1997     | Scott Gillman                    | Pertti Leppälä                   | Guido Cappellini                 |
| 15     | 1998     | Jonathan Jones                   | Guido Cappellini                 | Massimo Roggiero                 |
| 16     | 1999     | Guido Cappellini                 | Scott Gillman                    | Pertti Leppälä                   |
| 17     | 2000     | Scott Gillman                    | Francesco Cantando               | Guido Cappellini                 |
| 18     | 2001     | Guido Cappellini                 | Francesco Cantando               | Philippe Dessertenne             |
| 19     | 2002     | Guido Cappellini                 | Laith Pharaon                    | Massimo Roggiero                 |
| 20     | 2003     | Guido Cappellini                 | Scott Gillman                    | Francesco Cantando               |
| 21     | 2004     | Scott Gillman                    | Francesco Cantando               | Fabio Comparato                  |
| 22     | 2005     | Guido Cappellini                 | Sami Seliö                       | Scott Gillman                    |
| 23     | 2006     | Scott Gillman                    | Guido Cappellini                 | Thani Al Qamzi                   |
| 24     | 2007     | Sami Seliö                       | Guido Cappellini                 | Thani Al Qamzi                   |
| 25     | 2008     | Jay Price                        | Sami Seliö                       | Jonas Andersson                  |
| 26     | 2009     | Guido Cappellini                 | Thani Al Qamzi                   | Sami Seliö                       |
| 27     | 2010     | Sami Seliö                       | Jay Price                        | Alex Carella                     |
| 28     | 2011     | Alex Carella                     | Jay Price                        | Thani Al Qamzi                   |
| 29     | 2012     | Alex Carella                     | Philippe Chiappe                 | Thani Al Qamzi                   |
| 30     | 2013     | Alex Carella                     | Shaun Torrente                   | Philippe Chiappe                 |
| 31     | 2014     | Philippe Chiappe                 | Alex Carella                     | Shaun Torrente                   |
| 32     | 2015     | Philippe Chiappe                 | Alex Carella                     | Shaun Torrente                   |
| 33     | 2016     | Philippe Chiappe                 | Shaun Torrente                   | Sami Seliö                       |
| 34     | 2017     | Alex Carella                     | Philippe Chiappe                 | Erik Stark                       |
| 35     | 2018     | Shaun Torrente                   | Erik Stark                       | Thani Al Qamzi                   |
| 36     | 2019     | Shaun Torrente                   | Jonas Andersson                  | Marit Strømøy                    |
|        | 2020     | niet uitgevoerd vanwege covid-19 | niet uitgevoerd vanwege covid-19 | niet uitgevoerd vanwege covid-19 |
| 37     | 2021     | Jonas Andersson                  | Thani Al Qamzi                   | Shaun Torrente                   |